# Cookie’s Fortune – Aufruhr in Holly Springs
Cookie’s Fortune – Aufruhr in Holly Springs ist ein US-amerikanischer Film von Robert Altman aus dem Jahr 1999.

## Handlung
Die Handlung spielt an einem ereignisreichen Osterwochenende in der Kleinstadt Holly Springs, Mississippi. Camille Dixon, eine Junggesellin mittleren Alters, führt Regie bei einer Aufführung der Salome-Geschichte, die in der Presbyterianischen Gemeinde stattfinden soll. Camilles jüngere, verunsicherte und von ihr dominierte Schwester Cora verkörpert dabei die Hauptrolle der Salome. Cora gilt als Mutter der jungen Erwachsenen Emma, die gerade erst wieder nach Holly Springs zurückgekehrt ist. Der hochmütigen und auf das gesellschaftliche Ansehen bedachten Camille ist die freie, ungezwungene Lebensart von Emma ein Dorn im Auge. 
Ebenfalls im Dorf lebt Jewel Mae „Cookie“ Orcutt, die wohlhabende und betagte Tante von Camille und Cora. Cookies bester Freund und wichtigster Bezugspunkt ist allerdings der Afroamerikaner Willis Richard, der in ihrem großen Haus in einer Einliegerwohnung lebt und ihr im Bewältigen des Alltags hilft. Cookie ist nie über den Tod ihres Ehemannes hinweggekommen, zudem lässt ihre Gesundheit nach. Sie entscheidet sich daher zum Suizid mit einer Pistole. 
Camille, die für ihre Theateraufführung eine Glasschale von ihrer Tante holen möchte, stellt entsetzt fest, dass diese sich das Leben genommen hat. Um nicht die Familienehre durch diesen schockierenden Suizid in Verruf zu bringen, isst Camille kurzerhand den Abschiedsbrief auf und lässt alles nach einem Raubmord aussehen. Ihre Schwester Cora schwört sie darauf ein, niemandem etwas von dem Suizid zu verraten, und fest darauf zu bestehen, dass es ein Mord war.
Da die Fingerabdrücke von Willis Richard auf der Waffe sind (er hatte sie zuvor für Cookie gereinigt), gilt er schnell als Mordverdächtiger und kommt in Untersuchungshaft. Die ganze Stadt und auch die örtlichen Polizisten glauben zwar nicht daran, dass der als gutmütig bekannte Willis der Täter ist, doch es gibt auch keine anderen Verdächtigen. Emma protestiert gegen die Behandlung von Willis und lässt sich freiwillig mit ihm einsperren. Nebenbei führt sie auch ihre frühere Liebesbeziehung mit Jason Brown, einem der Polizisten, weiter. 
Camille geht unterdessen in ihrer Rolle als vermeintliche Erbin von Cookies Haus vollends auf und plant bereits Umgestaltungen, betritt dafür sogar mehrfach unerlaubt den Tatort. Obwohl sie von Willis’ Verhaftung hört, geht sie nicht mit der Wahrheit zur Polizei.
Am Ostersonntag, dem Tag der Theaterpremiere, gerät schließlich Camille unter Mordverdacht, da sie beim Beseitigen der Tatwaffe vom Nachbarsjungen beobachtet wurde. Es kann ebenfalls Camilles seltene Blutgruppe AB-negativ am Tatort nachgewiesen werden, denn sie hatte beim Entdecken der Leiche vor Schreck die Glasschüssel fallen gelassen und sich geschnitten. Als potenzielle Erbin von Cookie hat sie ein Motiv. Camille erzählt dem Inspektor zwar nun die Wahrheit, doch ihrer Geschichte um die Familienehre wird kein Glaube geschenkt. Cora könnte ihre Schwester entlasten, doch da sie die feste Anweisung erhalten hatte, den Selbstmord nicht an die Öffentlichkeit gelangen zu lassen, ist Cora nicht bereit, den auf ihrer Schwester lastenden Mordverdacht zu zerstreuen. 
Möglicherweise rächt sich Cora damit insgeheim an ihrer Schwester, deren Tochter Emma sie „adoptieren“ musste, um einen Seitensprung ihres Mannes mit Camille zu vertuschen. Dieses sorgfältig gehütete Familiengeheimnis kommt als Nebenumstand bei Camilles Verhaftung heraus und muss von Emma erstmal verdaut werden. Ebenfalls stellt sich durch Cookies Testament heraus, dass Willis der Neffe und damit nächste Verwandte von Cookies verstorbenem Mann Buck ist und daher mit dem Erbe des Hauses bedacht wurde. Damit bricht für Camille endgültig eine Welt zusammen, die in Untersuchungshaft bleiben muss und zunehmend verzweifelt. Willis macht Emma das freundschaftliche Angebot, zukünftig mit ihm in Cookies großem Haus leben zu können.

## Kritik
„Robert Altmans amüsante Gesellschaftssatire gibt auf liebevolle und zugleich sehr präzise Weise Atmosphäre und Lebensweise des amerikanischen Südens wieder. Zum Gelingen tragen zudem das Drehbuch, das plastische Charaktere und charmante Handlungsdetails aufweist, sowie das prominente Darsteller-Ensemble bei.“

„Altman präsentiert in Cookie’s Fortune eine sehr amüsante Geschichte mit liebevoll gezeichneten Figuren und nicht ohne einen satirischen Zug.“

## Trivia
- Cookie’s Fortune war Patricia Neals erster Film seit zehn Jahren. Das Drehen ihrer Szenen dauerte zwei Wochen.
- Robert Altman bat Liv Tyler, sich für den Film die Haare schneiden zu lassen, da er das Gefühl hatte, sie könnte sonst zu glamourös wirken.
- Altman stellte eine örtliche Theatergruppe an, um eine Szene aus Oscar Wildes Stück Salome zu inszenieren. Danach kopierte er die Darstellung dieser Szene für seinen Film.
- Die Drehbuchautorin Anne Rapp wuchs in einer kleinen Siedlung in Texas auf und lebte eine Zeit in Mississippi. Daher hatte sie ein gutes Gespür für die Umstände, in denen die Handlung des Filmes spielt.
- Dies war die zweite Zusammenarbeit Altmans mit Anne Rapp. Zuvor hatten sie 1997 gemeinsam eine Folge der Mini-Serie Gun produziert. Im Jahr 2000 arbeiteten die beiden ein drittes Mal zusammen, diesmal bei Dr. T and the Women.

## Ehrungen
- Bei der Berlinale 1999 bekam Altman den Preis der Arbeitsgemeinschaft Kino – Gilde deutscher Filmkunsttheater. Zusätzlich war er für den Goldenen Bären nominiert.
- Julianne Moore gewann als Beste Nebendarstellerin den Dallas-Fort Worth Film Critics Association Award 2000.
- Kostümdesignerin Dona Granata war 2000 für den Costume Designers Guild Award nominiert.
- Drehbuchautorin Anne Rapp war für den Edgar Allan Poe Award nominiert.
- Bei den Image Awards 2000 war Charles S. Dutton als Herausragender Nebendarsteller in einem Kinofilm nominiert.
- Der Film war 2000 für drei Independent Spirit Awards nominiert: Bester Film (Altman und Etchie Stroh), Bestes Erstlingsdrehbuch (Anne Rapp) und Bester Nebendarsteller (Charles S. Dutton).
- Bei den Las Vegas Film Critics Society Awards 2000 war Patricia Neal für den Sierra Award als Beste Nebendarstellerin nominiert.